# Mandora (vrucht)

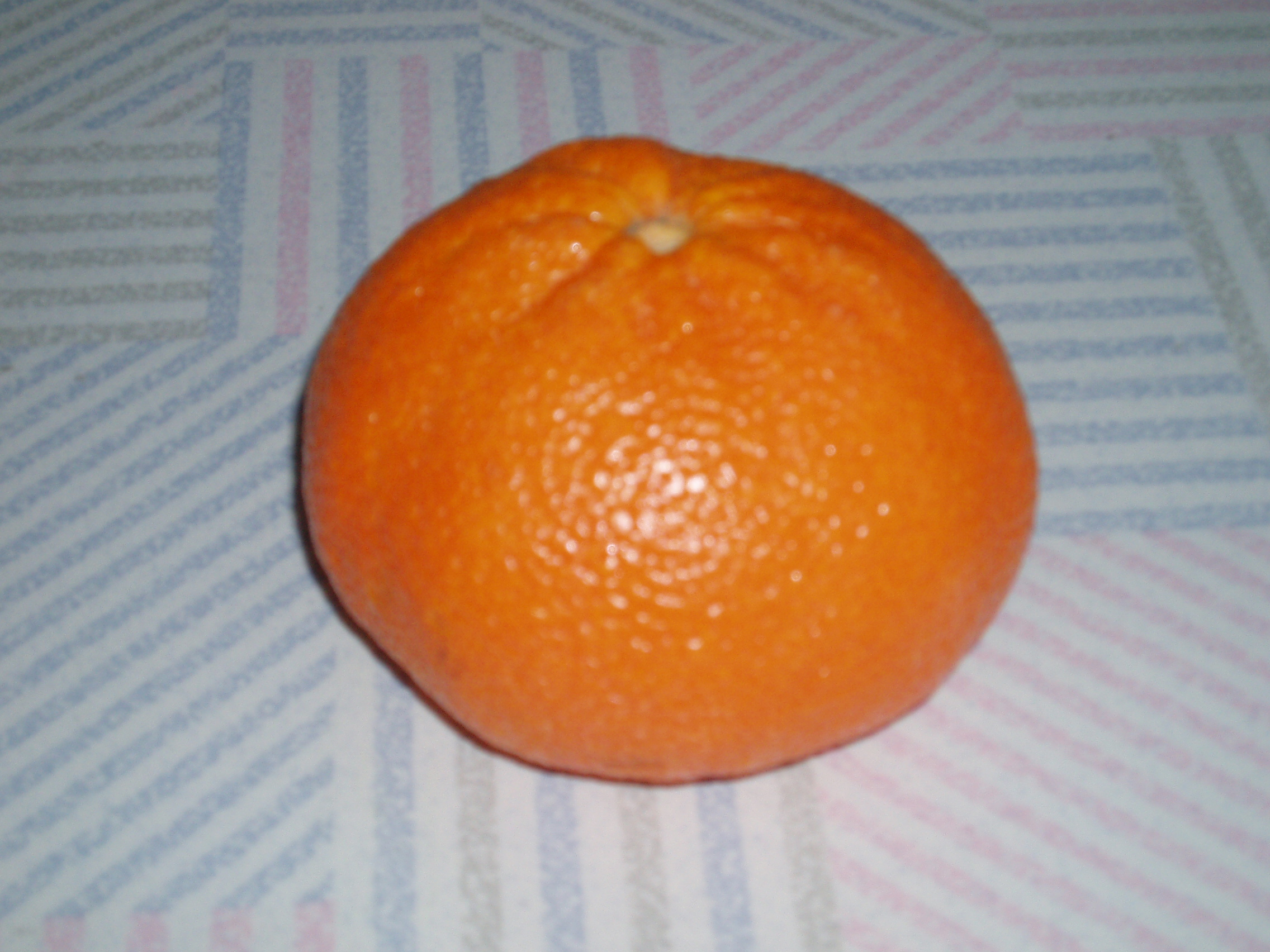
Mandora

De mandora is een kruising tussen de mandarijn en de sinaasappel, is afkomstig uit Cyprus en verkrijgbaar vanaf eind januari tot half april. De naam is een samentrekking van "mandarijn" en "orange". Deze vrucht heeft een wat afgeplatte vorm, een dieporanje kleur en bevat stevig en sappig vruchtvlees met een frisse, zoetzure smaak.
Het oranjegele vruchtvlees is onderverdeeld in van elkaar los te maken segmenten of parten; er bestaan varianten met zeer veel en andere met weinig pitten. Men kan de vrucht pellen en vers eten of doorsnijden en uitlepelen.
Voedingswaarde (per 100 gram vruchtvlees):
- 40 kcal
- 13-54 mg vitamine C